# Rude-familien
 For alternative betydninger, se Rude. (Se også artikler, som begynder med Rude)
Rude-familien (Rutaceae) har ca. 160 slægter og 1700 arter af tokimbladede planter, der især er udbredt i de tropiske egne og med arter i Sydafrika og Australien. De kan kendes på, at de har modsatte og sammensatte blade med kirtler, indeholder æteriske olier . Blomsterne har støvdragerne arrangeret i en ring med tykke støvtråde. Frugterne er meget forskellige, men har alle de typiske kirtler i overhuden. Her nævnes kun de slægter, der dyrkes i Danmark, eller som har økonomisk betydning.
| Slægter |

- Angostura
- Bitræ-slægten (Euodia)
- Citrus
- Diktam (Dictamnus) – Gasplante
- Dværgcitron (Poncirus)
- Korktræ (Phellodendron)
- Læderkrone (Ptelea)
- Orixa
- Rude (Ruta)
- Skimmia
- Tandved (Zanthoxylum)
- Tetradium (tidligere henført til slægten Euodia)